# Ясуда, Ая
Ая Ясуда (яп. 安田 文, 18 декабря 1982, Хоккайдо) — японская саночница, выступающая за сборную Японии с 2002 года. Участница зимних Олимпийских игр в Ванкувере, многократная призёрша национального первенства.

## Биография
Ая Ясуда родилась 18 декабря 1982 года на острове Хоккайдо. Активно заниматься санным спортом начала в возрасте десяти лет, в 2002 году прошла отбор в национальную сборную и стала принимать участие в различных международных соревнованиях. В 2004 году дебютировала на взрослом чемпионате мира, показав на домашней трассе в Нагано двадцать второй результат в женской одиночной программе и десятый вместе с японской смешанной командой. В сезоне 2006/07 впервые соревновалась на этапах взрослого Кубка мира, заняв в общем зачёте тридцать шестое место.
На чемпионате мира 2008 года в немецком Оберхофе была двадцать шестой, а после окончания всех кубковых этапов расположилась в мировом рейтинге сильнейших саночниц на тридцать шестой строке. Чемпионат мира 2009 года в американском Лейк-Плэсиде провела немного получше, придя к финишу двадцать пятой, однако на Кубке мира потерпела неудачу, сумев добраться только до сороковой позиции. В связи с отсутствием большой конкуренции со стороны соотечественниц Ясуда удостоилась права защищать честь страны на зимних Олимпийских играх 2010 года в Ванкувере, планировала побороться за место в десятке, однако после взвешивания была дисквалифицирована за превышение веса саней на 200 граммов. Кубковый цикл окончила на двадцать девятом месте общего зачёта.
Дальнейшая карьера японской спортсменки складывалась уже не так удачно, и вскоре Ая Ясуда перестала попадать на крупнейшие международные турниры. Ныне живёт и тренируется на Хоккайдо, в свободное от санного спорта время любит ходить по магазинам.